# Rosa 'Ritausma'
Rosa 'Ritausma' — сорт роз, относится к классу Гибриды розы Ругоза.
Сорт создан в Ботаническом саду Академии наук Латвийской ССР (в настоящее время Саласпилсский ботанический сад) доктором сельскохозяйственных наук Дзидрой Риекста в 1963 году. 

## Биологическое описание
Диплоид.
Высота 150—215 см, ширина 185—215 см.
Листья светло-зелёные, блестящие, морщинистые.
Цветки располагаются группами, махровые, плоские, сливочно-розовые, выгорающие до белого, диаметром 5—7 см.
Аромат средней интенсивности.

## В культуре
Цветение повторное.
Зоны морозостойкости (USDA-зоны): от 3b до 8b.

## Болезни и вредители
Устойчивость к болезням высокая.